# Tarik Saleh
Tarik Saleh (àrab: طارق صالح, Ṭāriq Ṣāliḥ) (Estocolm, Suècia, 28 de gener de 1972) és un productor de televisió, animador, editor, periodista i director de cinema suec. Va néixer a Högalids församling, Estocolm, de mare sueca i pare egipci. A finals dels 1980 i principis dels 1990, va ser un dels artistes de grafit més destacats de Suècia, inclosa la creació conjunta de Fascinate. També ha treballat com a presentador de televisió per a Sveriges Television i és un dels fundadors de la productora Atmo.
A la 53a edició dels Premis Guldbagge, la seva pel·lícula El Caire Confidencial va guanyar cinc premis, inclòs el Millor Pel·lícula. La seva pel·lícula Boy from Heaven va ser seleccionada per competir per la Palma d'Or al 75è Festival Internacional de Cinema de Canes.
El seu treball sovint conté tècniques com ara fotomuntatge, gràfics retallats i cares amb sincronització de llavis manipulada.

## Filmografia
Llargmetratges
- Metropia (2009)
- Tommy (2014)[1]
- El Caire Confidencial (2017)
- El contractista (2022)
- La Conspiration du Caire / Boy from Heaven (2022)

Pel·lícules documentals
- Sacrificio: Who Betrayed Che Guevara (2001)
- Gitmo: The New Rules of War (2005)

Episodis de televisió
- Westworld (2018)
- Ray Donovan (2018)

Vídeos musicals
- Sadness is a Blessing: Lykke Li (2011)
- Lykke Li - "I Follow Rivers" (2011)
- Lykke Li - "No Rest for the Wicked" (2014)